# Osbeckia chinensis
Osbeckia chinensis är en tvåhjärtbladig växtart som beskrevs av Carl von Linné. Osbeckia chinensis ingår i släktet Osbeckia och familjen Melastomataceae. Inga underarter finns listade i Catalogue of Life.

## Bildgalleri

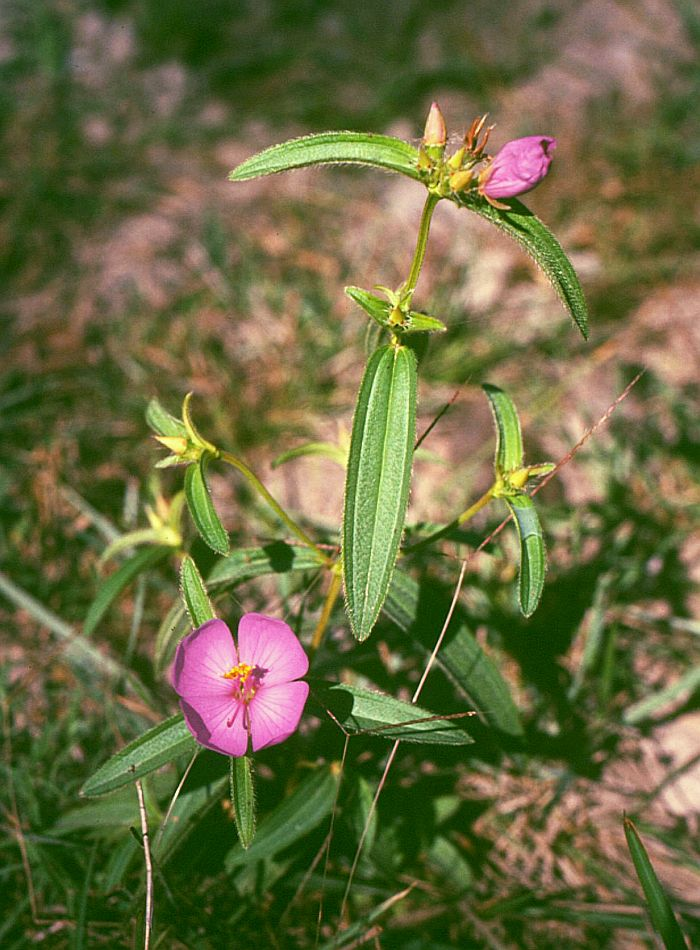
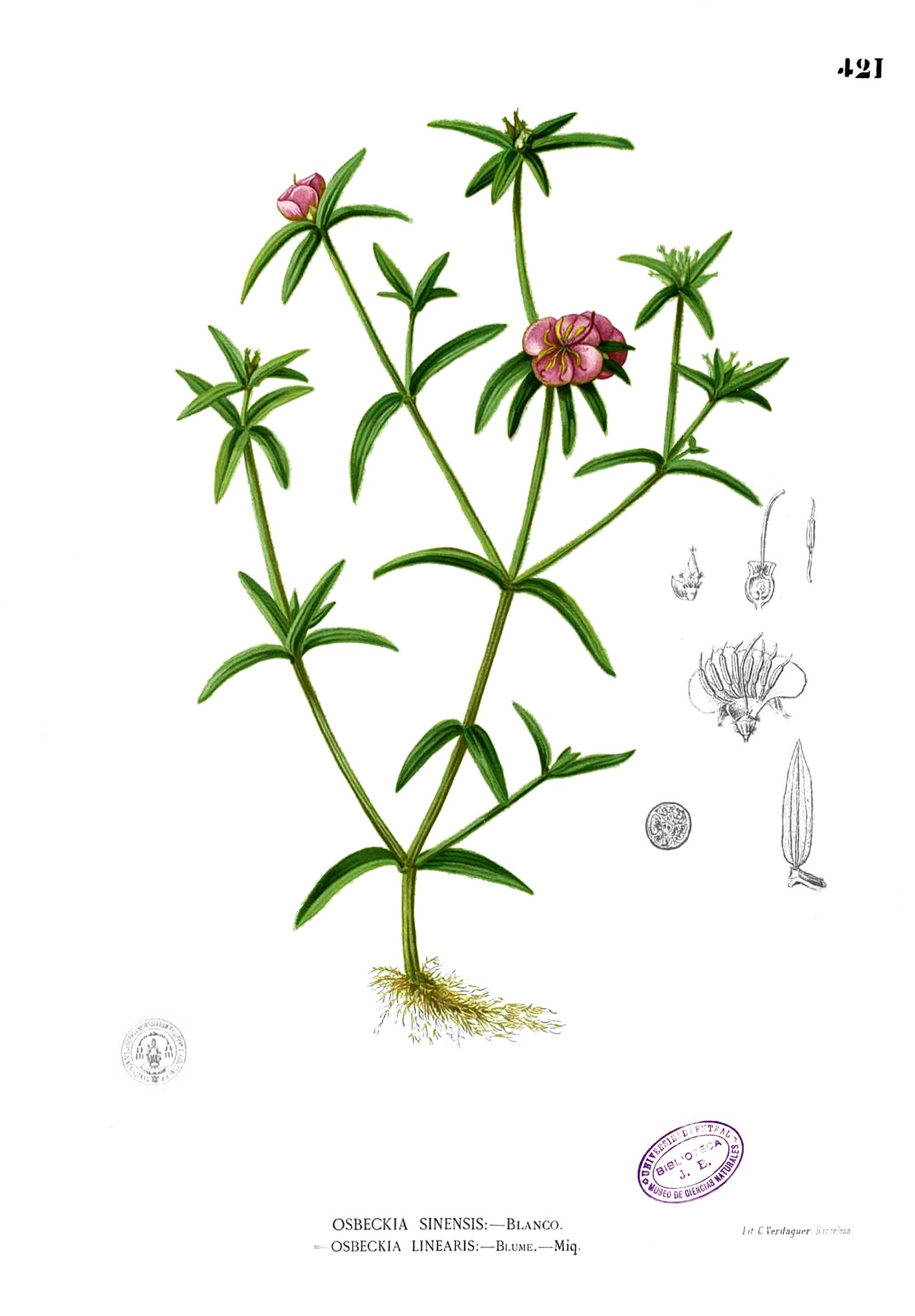
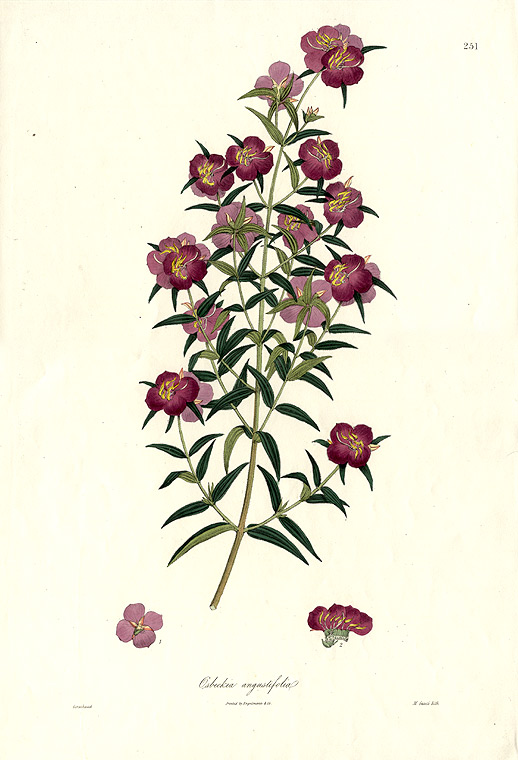
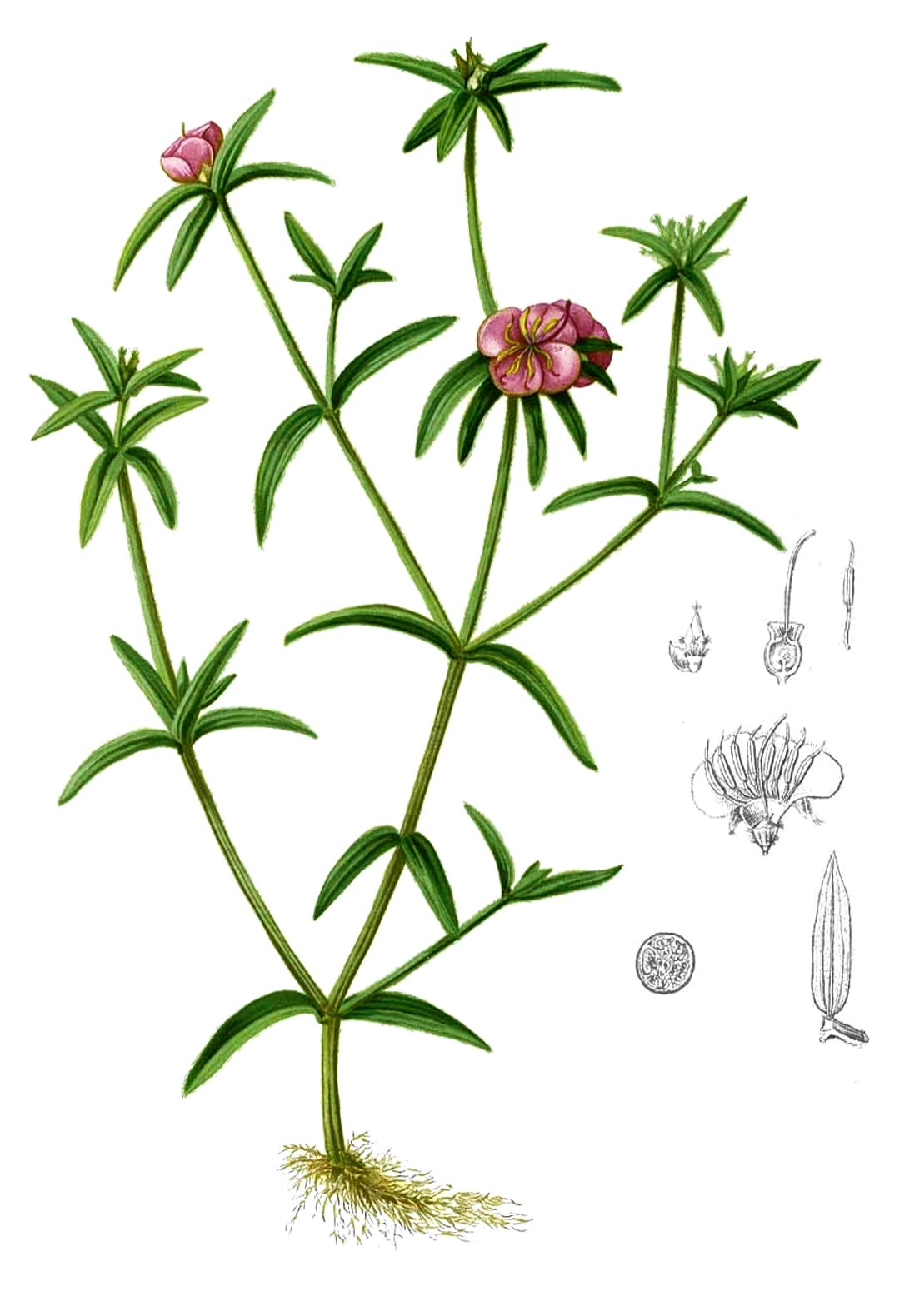